# Isle-Aumont
Isle-Aumont – miejscowość i gmina we Francji, w regionie Grand Est, w departamencie Aube.
Według danych na rok 1990 gminę zamieszkiwało 558 osób, a gęstość zaludnienia wynosiła 160 osób/km².